# あの・・最高の出会いを一緒につくりたいんですケド。
『あの・・最高の出会いを一緒につくりたいんですケド。』（あの さいこうのであいをいっしょにつくりたいんですケド）は、遊助が2014年に行ったホールツアータイトル。また、このライブを収録したDVDとBlu-ray Discが、2014年12月3日にソニー・ミュージックレコーズから同時発売された。

## 概要
前回のツアー『あの・・素敵な時間つくりたいんですケド。』からおよそ1年ぶりのツアーとなった。この年は32公演行われた。
また、初めての試みとなるハイタッチイベントが、全国7か所で行われた。

## 日程
（☆）はハイタッチイベント開催公演。
- 6月18日(水)、相模女子大学グリーンホール
- 6月20日(金)、三重県文化会館大ホール
- 6月22日(日)、松山市民会館大ホール（☆）
- 6月28日(土)、神戸国際会館こくさいホール
- 6月29日(日)、神戸国際会館こくさいホール
- 7月2日(水)、NHKホール
- 7月3日(木)、NHKホール
- 7月5日(土)、大宮ソニックシティ大ホール
- 7月6日(日)昼、大宮ソニックシティ大ホール（追加公演）
- 7月6日(日)夜、大宮ソニックシティ大ホール
- 7月12日(土)、静岡市民文化会館
- 7月15日(火)、東京国際フォーラムホールA
- 7月19日(土)、金沢歌劇座（☆）
- 7月21日(月)、長野県松本文化会館大ホール（☆）
- 7月26日(土)、ニトリ文化ホール（☆）
- 8月2日(土)、名古屋国際会議場 センチュリーホール
- 8月3日(日)、名古屋国際会議場 センチュリーホール
- 8月8日(金)、仙台サンプラザホール
- 8月9日(土)、郡山市民文化センター 大ホール（☆）
- 8月15日(金)、鹿児島市民文化ホール 第1
- 8月17日(日)、大分iichikoグランシアタ（☆）
- 8月19日(火)、福岡サンパレスホテル&ホール（☆）
- 8月20日(水)、福岡サンパレスホテル&ホール
- 8月23日(土)、グランキューブ大阪 メインホール
- 8月24日(日)、グランキューブ大阪 メインホール
- 8月27日(水)、滋賀県立芸術劇場びわ湖ホール大ホール
- 8月30日(土)、広島文化学園HBGホール
- 9月2日(火)、よこすか芸術劇場
- 9月3日(水)、よこすか芸術劇場
- 9月6日(土)、グランキューブ大阪 メインホール
- 9月7日(日)昼、グランキューブ大阪 メインホール（追加公演）
- 9月7日(日)夜、グランキューブ大阪 メインホール

## DVD
7月15日の東京国際フォーラムホールAでの模様を収録しており、それまでリリースしたライブDVDと同会場のDVDを収録するのは初である。
「あの・・素敵な時間つくりたいんですケド。」以来となる約1年ぶりのライブDVDである。
DVD盤とBlu-ray盤の2種で発売された。収録内容に違いはなく、Blu-ray盤は、1枚にまとめて収録されている。また、本作は特典映像としてメイキング映像などが収録されている。

### 収録曲

#### ディスク1
1. OPENING
2. ルーレット
3. 怪盗MAGNUM
4. 雄叫び
5. MC1
6. ひと
7. Baby Baby
8. MC2
9. キリンの涙
10. とうもろこし
11. Clown&Dancers
12. 伝達ゲーム
13. ILLUSION
　by 遊助&ダンサーズ
14. バナナ
15. Monster Introduction
16. モンスター
17. MC3
18. 銀座線
19. たんぽぽ
20. PRIDE
21. 全部好き。
22. MC4
23. いるよ
24. Yellow Bus Introduction
25. Yellow Bus
26. 一笑懸命
27. V(ボルト)
28. ミツバチ
29. MC5
30. Sunshine

#### ディスク2
1. 今日の花
2. MC6
3. 檸檬
4. ひまわり
5. みんなのうた
6. 〜LINE UP〜遊助一人で挨拶
7. 〜遊助「メッセージ」映写

特典映像
1. " あの・・最高の出会いを一緒につくりたいんですケド。"の真実
2. エンディング「きみ」（替え歌）